# Нагибин, Тимур Сергеевич
Тимур Сергеевич Нагибин (род. 11 июня 1993, Тюмень) — российский боец смешанных единоборств. В смешанных единоборствах провёл 22 поединка, из которых в 16 одержал победы, а один бой был признан несостоявшимся. Экс-претендент на титул чемпиона M-1 Global

## Биография
Родился в Тюмени. Отец русский, работает врачом, мама, осетинка по национальности — бухгалтером-экономистом. В пять лет начал заниматься хоккеем, в 12 лет команда распалась, и Нагибин перешел в секцию дзюдо. Через пять лет друзья Евгений Новосёлов и Павел Гордеев привели в секцию кудо, где познакомился с Алексеем Кунченко. Тренировался под руководством Игоря Михайловича Шайя, параллельно ходил в секцию бокса и смешанных единоборств.
Окончил ТюмГАСУ, кафедра земельного кадастра. После окончания университета начал тренироваться в городе Омск. В 2019 году переехал в Екатеринбург.

## Профессиональная карьера
Дебютировал в 2013 году родном городе на турнире Союза ММА России.
В 2014 году хотел уходить из спорта, но по приглашению друзей Алексея Кунченко и Павла Гордеева попал на сборы к Александру Шлеменко. Из-за стечения обстоятельств вышел на замену на турнир Платформа S-70, где одержал победу на глазах Президента РФ Владимира Путина. После этого решил остаться в профессиональном ММА. Там же познакомился с бойцом Иваном Штырковым, который позже пригласил его в свою команду.
В июне 2017 года получил право на титульный бой в организации M1-Global, но уступил удушающим приемом.
В 2018 году дебютировал в лиге ACB с поединка против американского бойца Георгия Караханяна. Бойцы до поединка устроили грязный трешток, и конфликт вышел из под контроля. Бой закончился скандалом — Нагибин после окончания первого раунда пробил удар в челюсть за что получил дисквалификацию, а Караханяну была присвоена победа. Секундант российского бойца Александр Шлеменко тогда заявил, что Караханян оскорблял мать Нагибина прямо во время боя, а удара гонга не было слышно из-за рева зрителей, поэтому решение о дисквалификации было принято необоснованно. После боя в подтрибунном помещении зрители из Армении набросились на Тимура Нагибина. Чтобы урегулировать конфликт потребовалась помощь ОМОНа. Позже атлетическая комиссия лиги приняла решение сохранить дисквалификацию российского бойца, аннулировать победу Караханяна и расторгнуть с ним контракт.
В 2019 году Нагибин переехал в Екатеринбург, чтобы тренироваться в команде «Архангел Михаил», и подписал контракт с лигой RCC: Russian Cagefighting Championship.
В первом поединке в новом промоушене одержал досрочную победу над экс-бойцом UFC Майком Сантьяго. После чего получил приглашение принять участие в первом квалификационном турнире американской организации PFL. Партнером PFL в России стала лига RCC: Russian Cagefighting Championship. В полуфинале Нагибин одержал победу над Муратбеком Касымбаем из Казахстана, в финале он уступил белорусскому бойцу Михаилу Одинцову. В ходе финального поединка Одинцов нанес запрещенный удар коленом в позвоночник и нанес Нагибину серьёзную травму, но россиянин не стал сниматься с поединка. После поединка у Нагибина отнялись ноги, но после госпитализации и врачебной помощи чувствительность восстановилась.
Несмотря на поражение, президент PFL Рэй Сэфо предлагал бойцу контракт с лигой, но Нагибин отказался.

## Статистика профессиональных боев
| Боёв 26  | Побед 20 | Поражений 6 |
| -------- | -------- | ----------- |
| Нокаутом | 9        | 1           |
| Сдачей   | 2        | 1           |
| Решением | 9        | 4           |

| Результат    | Рекорд   | Соперник                   | Способ                                 | Турнир                         | Дата            | Раунд | Время | Место                   | Примечание |
| ------------ | -------- | -------------------------- | -------------------------------------- | ------------------------------ | --------------- | ----- | ----- | ----------------------- | --- |
| Победа       | 20-6 (1) | Джон Тейшейра              | Решением (единогласным)                | RCC 11: Штырков - Колобегов    | 6 мая 2022      | 3     | 5:00  | Екатеринбург, Россия    | |
| Победа       | 19-6 (1) | Кюн Пю Ким                 | Нокаутом ()                            | RCC 10: Эномото - Смирнов      | 18 декабря 2021 | 1     | 4:55  | Екатеринбург, Россия    | |
| Поражение    | 18-6 (1) | Милсон Кастро              | Решением (единогласным)                | RCC Intro 15: Нагибин - Кастро | 14 августа 2021 | 3     | 5:00  | Екатеринбург, Россия    | |
| Победа       | 18-5 (1) | Тиагу Таварес              | Нокаутом (удар коленом в корпус)       | RCC 9: Василевский — Андраде   | 3 мая 2021      | 3     | 0:50  | Екатеринбург, Россия    | |
| Победа       | 17-5 (1) | Мариф Пираев               | Решение судей                          | RCC Intro 9                    | 10 октября 2020 | 3     | 5:00  | Екатеринбург, Россия    | |
| Поражение    | 16-5 (1) | Михаил Одинцов             | Решение судей                          | RCC: Road to the PFL           | 22 февраля 2020 | 3     | 3:00  | Екатеринбург, Россия    | Финал квалификационного турнира PFL. По ходу поединка Нагибин получил неумышленный запрещённый удар коленом в позвоночник, но продолжил бой |
| Победа       | 16-4 (1) | Муратбек Касымбай          | Решение большинством судейских записок | RCC: Road to the PFL           | 22 февраля 2020 | 3     | 3:00  | Екатеринбург, Россия    | Полуфинал квалификационного турнира PFL |
| Победа       | 15-4 (1) | Майк Сантьяго              | Технический нокаут (травма глаза)      | RCC: Intro 4                   | 16 ноября 2019  | 2     | 5:00  | Екатеринбург, Россия    | Главный бой вечера. Сантьяго получил серьёзный урон, из-за гематомы глаз закрылся, и бой остановили после второго раунда                    |
| Поражение    | 14-4 (1) | Висхан Магомадов           | Решение судей                          | ACA 97                         | 31 августа 2019 | 3     | 5:00  | Краснодар, Россия       | |
| Не состоялся | 14-3 (1) | Георгий Караханян          | Раздельное решение судей               | ACB 90                         | 10 ноября 2018  | 1     | 5:00  | Москва, Россия          | Бой закончился скандалом и был признан не состоявишимся                                                                                     |
| Победа       | 14-3     | Джейдисон Коста            | Нокаут                                 | M-1 Challenge 87               | 9 февраля 2018  | 3     | 3:07  | Санкт-Петербург, Россия | Соглавный бой вечера |
| Поражение    | 13-3     | Иван Бухингер              | Удушающий прием (удушение сзади)       | M-1 Challenge 80               | 15 июня 2017    | 4     | 3:24  | Харбин, Китай           | Бой за титул M-1 Global |
| Победа       | 13-2     | Диего Давелла              | Решение судей                          | M-1 Challenge 76               | 22 апреля 2017  | 3     | 5:00  | Ингушетия, Россия       | Соглавный бой |
| Победа       | 12-2     | Курбанали Абдусаламов      | Решение судей                          | M-1 Challenge 70               | 18 ноября 2016  | 0     | 5:00  | Москва, Россия          | |
| Поражение    | 11-2     | Алексей Невзоров           | Решение судей                          | M-1 Challenge 70               | 5 мая 2016      | 3     | 5:00  | Сыктывкар, Россия       | |
| Победа       | 11-1     | Михаил Коробков            | Решение судей                          | M-1 Challenge 66               | 27 мая 2016     | 3     | 5:00  | Оренбург, Россия        | |
| Победа       | 10-1     | Андрей Лежнев              | Решение судей                          | M-1 Challenge 64               | 19 февраля 2016 | 3     | 5:00  | Москва, Россия          | |
| Победа       | 9-1      | Роман Силагадзе            | Единогласное решение судей             | Fight Nights Global            | 11 декабря 2015 | 3     | 5:00  | Москва, Россия          | |
| Победа       | 8-1      | Дмитрий Верибицкий         | Решение судей                          | Scythian Gold 2015             | 21 ноября 2015  | 3     | 5:00  | Оренбург, Россия        | |
| Победа       | 7-1      | Ахмаджон Мамуров           | Технический нокаут (удары)             | M-1 Challenge 57               | 2 мая 2014      | 1     | 1:05  | Оренбург, Россия        | |
| Победа       | 6-1      | Карлос Эдуардо де Айзеведо | Решение судей                          | Scythian Gold 2014             | 18 октября 2014 | 3     | 5:00  | Оренбург, Россия        | |
| Победа       | 5-1      | Эдуард Муравицкий          | Нокаут (удар в корпус)                 | Платформа S-70                 | 9 августа 2014  | 2     | 4:54  | Сочи, Россия            | На поединке присутствовал Владимир Владимирович Путин                                                                                       |
| Победа       | 4-1      | Гасан Абдулахметов         | Болевой прием (скрутка пятки)          | KMMTF BATTLE IN THE NORTH 3    | 16 ноября 2013  | 2     | 2:43  | Нижневартовск, Россия   | |
| Поражение    | 3-1      | Руслан Эсмурзиев           | Технический нокаут (удары)             | Tyumen Fight                   | 21 ноября 2015  | 2     | N/A   | Оренбург, Россия        | |
| Победа       | 3-0      | Шерхан Гусейнов            | Технический нокаут (удары)             | Tyumen Fight                   | 5 мая 2013      | 2     | 3:23  | Тюмень, Россия          | |
| Победа       | 2-0      | Амин Саттаров              | Технический нокаут (удары)             | Tyumen Fight                   | 5 мая 2013      | 1     | 2:51  | Тюмень, Россия          | |
| Победа       | 1-0      | Денис Хусаинов             | Удушающий прием (удушение сзади)       | Tyumen Fight                   | 10 февраля 2013 | 1     | 4:01  | Тюмень, Россия          | |